# José Gabriel Carrizo
José Gabriel Carrizo Jaén (Cidade do Panamá, 25 de junho de 1983) é um político e advogado panamenho. Em 1º de julho de 2019, ele se tornou o vice-presidente mais jovem do Panamá para o período 2019-2024, presidido por Laurentino Cortizo. Ele é membro do Partido Revolucionário Democrático desde 2007.

## Início da vida
Ele nasceu na Cidade do Panamá em 25 de junho de 1983, mas foi criado com seus pais e dois irmãos em Penonomé, onde fez seus primeiros estudos e depois no ano 2000 ingressou na Universidad Santa María la Antigua (USMA), onde obteve o bacharelado em Direito e ciências políticas. Durante sua vida universitária, foi eleito presidente da associação estudantil de Usma.

## Vida profissional
Terminados os estudos, começou a exercer a advocacia e em 2005 fundou, juntamente com outros colegas, o escritório forense C&A Abogados, participa também em várias empresas familiares ligadas aos sectores da construção e pecuária, Constructora Grupo Gali em 2007 e Ganadera Jaén em 2008.

## Carreira política
Gabriel Carrizo iniciou sua carreira política em 2007, quando se filiou ao Partido Revolucionário Democrático para acompanhar Cortizo em suas primeiras aspirações como candidato presidencial. Anos depois, foi eleito delegado ao congresso de seu partido em 2012 e 2016 e, após as eleições primárias de 2013, voltou a acompanhar Cortizo na campanha do candidato presidencial Juan Carlos Navarro no ano seguinte.
Coordenou a campanha presidencial de Laurentino Cortizo, candidato do PRD, que o indicou para a liderança do partido como seu companheiro de chapa em 3 de fevereiro de 2019. José Carrizo acompanhou Cortizo na campanha presidencial desde o seu início em 4 de março. Em 5 de maio de 2019, o candidato Laurentino Cortizo conquistou a presidência do Panamá para o período 2019-2024, para o qual Carrizo foi eleito vice-presidente.

## Vida pessoal
Atualmente é casado com Julieta Spiegel de Carrizo, com quem tem três filhos.